# Amorio
Amorio era una città della Frigia, in Asia Minore, fondata in età ellenistica. Raggiunse la sua massima importanza sotto l'Impero Bizantino, entrando tuttavia in una fase di costante declino dopo un saccheggio subito dai musulmani del Califfo al-Mu'tasim nell'838. Le sue rovine sono situate presso l'attuale villaggio di Hisarköy, in Turchia.
La denominazione Amorio è la versione latinizzata dell'originale nome greco della città, Amorion (Ἀμόριον). Fonti arabo-islamiche fanno riferimento alla città con il nome di ʿAmmūriyya. Con ogni probabilità il nome deriverebbe dalla radice indoeuropea che origina la parola «madre», ricollegando il sito della città ad un antico culto della dea Cibele, diffuso in Asia Minore nell'antichità.
Il fatto che la città abbia mantenuto una coniazione propria tra il 133 a.C. e il 27 a.C. evidenzia il suo prestigio municipale nell'area anche nel periodo pre-bizantino. In tarda età romana la città fu sede episcopale; dopo la riforma tetrarchica delle province romane, fu parte della provincia di Galatia II, nella diocesi del Ponto e fu fortificata dall'Imperatore Zenone. Con l'ascesa dei musulmani Arabi, la città acquistò una posizione di preminenza nel sistema difensivo bizantino, sebbene venisse da questi conquistata nel 646 per un breve periodo.

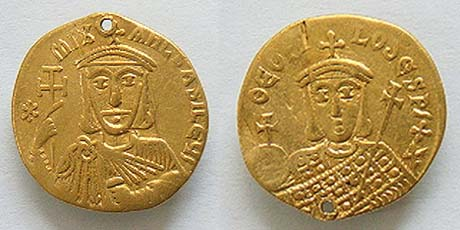
Solidus di Michele II e di suo figlio Teofilo.

Nell'VIII secolo fu promossa a capitale del thema Anatolikon. Fu il quartier generale dell'Imperatore Costantino V contro l'usurpatore Artavasde. Nell'820 un amoriano, Michele II, divenne imperatore, fondando la dinastia che dalla città di origine porta il suo nome.
Sotto la dinastia amoriana la città raggiunse il suo apogeo. Il califfo al-Muʿtaṣim lanciò una campagna militare, diretta specificamente contro la città di origine della famiglia imperiale, per infliggere all'Impero un colpo simbolico: Amorio venne così conquistata e saccheggiata il 12 agosto 838 e le porte bronzee della città «furono svelte e trionfalmente incardinate a Sāmarrāʾ» per essere poi «portate a Raqqa dopo l'abbandono della città nel 964/353» «dall'Emiro hamdanide Sayf ad-Dawla (945/333 -967/356) e inserite nella Bāb al-Qinnasrīn (Porta di Qinnasrīn) di Aleppo».

Sebbene non si risollevasse più ai fasti di un tempo, la città conservò un certo prestigio come sede episcopale, fino alla conquista turca per mano dei Selgiuchidi. Alla Battaglia di Filomelion, l'Imperatore bizantino Alessio I Comneno ottenne una vittoria sui Turchi, nei pressi della città, nel 1116.